# Holløse (Gribskov Kommune)
 For alternative betydninger, se Holløse. (Se også artikler, som begynder med Holløse)
Holløse er en landsby i Nordsjælland med 314 indbyggere  (2025). Holløse er beliggende i Vejby Sogn to kilometer sydøst for Tisvilde, to kilometer sydvest for Vejby og syv kilometer nordvest for Helsinge. Landsbyen tilhører Gribskov Kommune og ligger i Region Hovedstaden.
Lige øst for Holløse passerer Sekundærrute 267 forbi.
600 m nord for landsbyen findes Holløse Station på Gribskovbanen.
I 1999 blev der genskabt et 83 hektar stort vådområde i Holløse Bredning mellem Holløse og Arresø. Projektet blev gennemført i et samarbejde mellem Frederiksborg Amt og Naturstyrelsen. I Holløse Bredning findes en oldtidsvej, der er Danmarks ældste kendte vejanlæg.